# 509 (číslo)
Pět set devět je přirozené číslo. Následuje po číslu pět set osm a předchází číslu pět set deset. Římskými číslicemi se zapisuje DIX a řeckými číslicemi φθ.

## Matematika
509 je:
- Deficientní číslo
- Prvočíslo Sophie Germainové
- Nešťastné číslo

## Astronomie
- (509) Iolanda je planetka hlavního pásu, kterou objevil v roce 1903 Max Wolf

## Komunikace
- +509 je mezinárodní telefonní předvolba Haiti

## Roky
- 509
- 509 př. n. l.